# Yousuf Idris
Yousuf (eller Yusuf) Idris (arabiska: یوسف إدریس), född 19 maj 1927 i Al-Bayrum, död 1 augusti 1991 i London, var en egyptisk läkare och författare. 
Idris föddes i en by i Nildeltat. Medan han utbildade sig till läkare vid universitetet i Kairo 1945-1952 engagerade han sig i den radikala studentrörelsen. Efter avlagd examen fick han anställning som distriktsläkare i Kairos fattigkvarter. Han var kulturredaktör i tidningen al-Ahram, och var en frispråkig kritiker av korruption och bristen på mänskliga rättigheter i det egyptiska samhället. Han anslöt sig till Nassers revolution mot kungadömet 1952. Han drabbades dock hårt av censur, och 1954-1955 satt han utan rättegång i fängelse i 13 månader. Trots detta stödde han regimen fram till sexdagarskriget 1967.
Han debuterade 1954 med novellsamlingen Arkhas layali, som väckte uppseende på grund av sina realistiska, ofta groteska skildringar av fattiga människors levnadsförhållanden på landsbygden och i storstaden, samt för sin språkliga särprägel. Idris försökte finna en språkform som förenar det upphöjda skriftspråket med talspråkets musikalitet och frodighet. Han skrev även ett par romaner och ett flertal skådespel, men är först och främst känd som den arabiska världens främsta novellkonstnär. Den realistiska romanen Al-Haram från 1959 (Tabu, 1983) baserade sig på hans erfarenheter av uppväxten på landsbygden och arbete som läkare i Kairos fattigkvarter. Hans popularitet gjorde att han kunde försörja sig på sitt författarskap. Under 1960-talet övergick han till en mer surrealistisk och symbolisk stil.

## Verk översatta till svenska
- Tabu (översättning Ingvar Rydberg, Askild & Kärnekull, 1983) (al-Haram 1959)
- Den största synden och andra berättelser (översättning Marina Stagh och Hadi Kechrida, Legenda, 1985) (noveller)